# Fletcherinia decaryi
Fletcherinia decaryi là một loài bướm đêm thuộc phân họ Arctiinae, họ Erebidae.